# Veréb György
Veréb György (Méra, 1949. december 10. –) magyar labdarúgó, kapusedző. Jelenleg a DVTK szakmai stábjának tagja. Tagja volt az 1977-es és 1980-as Magyar Kupa győztes csapatnak is. Több mint 800 meccsen vette fel a piros-fehér kapusszerelést, ebből 287 volt NB 1-es. A diósgyőri szurkolók szemében élő legendának számít. Miskolc díszpolgára.

## Pályafutása
Veréb György tizenöt évesen került anyaegyesületéhez, a Miskolci VSC-hez, melyben 1964–67 között védett, innen lett megyei ifjúsági válogatott. 1968 januárjában lett a DVTK NB I-es csapatának játékosa, ahol 1998-ig 802 hivatalos mérkőzésen szerepelt. Ezek között számon tarthatunk 400 bajnoki és 402 nemzetközi- és kupamérkőzést. Szerepelt a magyar utánpótlás, liga és olimpiai válogatottban is. 1974-75-ben és 1975-76-ban az NB I legjobb kapusa címet nyerte el. 1981 októberében az Újpesti Dózsa–DVTK mérkőzésen teljesítményével a Népsport 10-es osztályzatát érdemelte ki. 1977-ben és 1980-ban csapatával elnyerte a Magyar Népköztársasági Kupát.
Már játékos korában edzői oklevelet szerzett és szakmai képzésekben vett részt. 1988-tól, az aktív labdarúgás befejezése után technikai vezető, majd szakosztályvezető, később ügyvezető titkár lett a DVTK-nál, ahol ilyen minőségben 1993-ig dolgozott. 1993-tól 1996-ig a BM hivatásos állományában teljesített szolgálatot mint sajtóreferens és sporttiszt. 1988-tól a mai napig a DVTK kapusedzője, 1998-99-ben az olimpiai válogatottnál is ellátta ezt a beosztást.
- 1981. október 7-én Újpesten játszott első osztályú bajnoki mérkőzést a Diósgyőri VTK csapata. Az összecsapás végeredménye 1–1 lett, a találkozón a miskolciak kapuját Veréb György védte, aki olyan parádés teljesítményt nyújtott, hogy az országos sportnapilap tudósítója a legmagasabb, 10-es osztályzattal jutalmazta.
- 1998-ban Rácz és Nota (az akkori két kapus) is megsérült. Volt egy jó kiállású ifi kapus, de Tornyi Barnabás (akkori edző) nem merte beállítani. (Egész héten fűzött, hogy védjek a Videoton ellen. Ráálltam, bár tartottam attól, hogy egy hibával lerombolhatom eddigi munkámat. Az is felmerült bennem, mivel a Vidinek ez volt az utolsó esélye az osztályozós hely elérésére, nehogy potyagóllal gyanúba keveredjek.) Elkezdődött a mérkőzés: egy átemelést a kapufára ütött, ahonnan bepattant , 0–1. (Volt dolgom, el is fáradtam, persze elsősorban idegileg. A 70. perc táján, 4–1-es vezetésünknél átadtam a helyem a fiatal kollégának. Ám itt nincs vége a történetnek: az ifista kapuspalánta előbb ért a zuhanyzóba, mint én, ugyanis összehozott egy 11-est és kiállították. Mivel kapus most már a környéken sem volt, ezért Kiser Laci (középpályás) állt a vonalra.) A tizenegyest kivédte, így lett 4–1 a meccs vége.

## Elismerései
- 1992-ben a belügyminiszter dísztőrt adományozott számára sport- és munkateljesítményéért.
- 2003-ban Miskolc város közgyűlése Nívódíjjal jutalmazta.
- a 2005. és 2007. évben a megye legeredményesebb edzője labdarúgásban.
- 2006-ban az abaújszántói Szent Ivó Borlovagrend tiszteletbeli tagja.
- 2007-ben szülőfaluja, Méra díszpolgári címet adományozott számára.
- 2018-ban Miskolc városa díszpolgárává választotta.

## Statisztika

### Mérkőzései az olimpiai válogatottban
| Magyarország | Magyarország       | Magyarország                   | Magyarország | Magyarország | Magyarország  | Magyarország       | Magyarország | Magyarország |
| #            | Dátum              | Helyszín                       | Hazai        | Eredmény     | Vendég        | Kiírás             | Gólok        | Esemény      |
| ------------ | ------------------ | ------------------------------ | ------------ | ------------ | ------------- | ------------------ | ------------ | ------------ |
|              | 1979. november 14. | Miskolc-Diósgyőr, DVTK-stadion | Magyarország | 2 – 0        | Lengyelország | olimpiai selejtező | -            |              |
|              | 1979. november 24. | Miskolc-Diósgyőr, DVTK-stadion | Magyarország | 3 – 0        | Csehszlovákia | olimpiai selejtező | -            |              |
|              | Összesen           |                                |              | 0            | mérkőzés      |                    | 0            | gól          |